# Prefettura di Hay Hassani
La prefettura di Hay Hassani è una prefettura d'arrondissement facente parte della prefettura di Casablanca, in Marocco.
Interamente nella città di Casablanca, comprende un solo arrondissement omonimo.